# Кабрера, Норис
Норис Кабрера (англ. Noris Cabrera; род. 25 октября 1986 года, Гавана) — кубинская волейболистка, нападающая-доигровщица.

## Биография
Норис Кабрера родилась 25 октября 1986 года в Гаване.
Выступала за команды «Гавана», «Азерйол», «Атом Трефль», «Будовлани Лодзь», «Стод Стейнхьер», «Протон», «Салихлы Беледиеспор», «Таурон Даброва Горница», «Шарджа».

## Достижения

### С клубами
- Чемпионка Польши 2013
- Серебряный призёр Кубка Польши 2013